# Karl-Heinz Vorsatz
Karl-Heinz Vorsatz (* 27. Dezember 1927 in Leipzig; † 18. September 1992 in Bremen) war ein deutscher Politiker der NPD.

## Biografie

### Ausbildung und Beruf
Vorsatz wuchs in verschiedenen sächsischen Städten und in Dirschau/Westpreußen auf, wo er sein Notabitur machte. Im Alter von 16 Jahren meldete er sich als Kriegsfreiwilliger und war von 1943 bis 1947 im Zweiten Weltkrieg beim Reichsarbeitsdienst, Soldat und Kriegsgefangener. Nach dem Krieg absolvierte er eine Ausbildung zum Zahntechniker. Er studierte von 1950 bis 1953 Pädagogik. Danach arbeitete er selbstständiger Kaufmann. Seit 1959 betrieb er einen Einzel- und Versandhandel mit Uhren, Bestecken und Schmuck in Bremen.

### Politik
Vorsatz beantragte am 2. Februar 1944 die Aufnahme in die NSDAP und wurde zum 20. April desselben Jahres aufgenommen (Mitgliedsnummer 9.846.020).

Er war nach dem Krieg Mitglied in der Sozialistischen Reichspartei (SRP), der Deutschen Reichspartei (DRP) und später der Nationaldemokratischen Partei Deutschlands (NPD). Von 1968 bis 1976 war er Stellvertretender Landesvorsitzender und dann bis 1987 Landesvorsitzender der NPD-Bremen. Er fungierte über zehn Jahre als Chefredakteur der NPD-Parteizeitung Deutsche Stimme.
Er war von 1967 bis 1971 für die NPD und von 1991 bis zu seinem Tode für die DVU Abgeordneter der Bremischen Bürgerschaft. Von 1967 bis 1971 war er Stellvertretender Fraktionsvorsitzender der NPD-Fraktion in der Bürgerschaft.